# Меня зовут Кхан
«Меня зовут Кхан» (англ. My Name Is Khan) — индийский фильм режиссёра Карана Джохара. Главные роли исполнили Шахрух Хан и Каджол. Сюжет рассказывает об аутисте-мусульманине индийского происхождения, живущем в США, чья жизнь меняется после теракта 11 сентября. Мировая премьера фильма состоялась 11 февраля 2010 года.

## Сюжет
Ризван Кхан, мусульманин из Индии, переезжает в Сан-Франциско и живёт со своим братом и невесткой. Ризван, страдающий от Синдрома Аспергера, влюбляется в Мандиру. Несмотря на протесты его брата, они женятся и начинают вместе небольшой бизнес. Они живут счастливо до 11 сентября 2001 года (в фильме 2005 год), когда отношение к мусульманам резко меняется. Когда происходит трагическая гибель сына Мандиры, она оказывается подавленной и их отношения дают трещину. Будучи сильно расстроенной и обозлённой, Мандира в порыве требует, чтобы Кхан отправился к Президенту США и сказал ему: «Моё имя Кхан, и я не террорист». Чтобы вернуть её, он предпринимает трогательное и вдохновляющее путешествие через всю Америку.

## В ролях
- Шахрух Хан — Ризван Кхан
- Каджол — Мандира
- Джимми Шергил — Закир Кхан, брат Ризвана
- Сония Джехан — Хасина Кхан, жена Закира
- Зарина Вахаб — Разия Кхан, мать Ризвана
- Винай Патхак — Джитеш
- Парвин Дабас — Бобби Ахуджа
- Арджун Матхур — Радж Бурман
- Дженнифер Экхолс — Дженни
- Сугандха Гарг — Комал
- Ариф Закария — Фейсал Рахман
- Шитал Менон — Радха
- Паллави Шарда — Саджида
- Танай Чхеда — юный Ризван
- Арджун Ауджла — Самир, просто Сэм
- Юваан Макаар — Сэм в детстве
- Кентон Дьюти — Риз Гаррик
- Кэтти. А. Киан — Сара Гаррик
- Доминик Ренда — Марк Гаррик
- Кристофер Б. Дункан — президент США

## Производство
Производство фильма велось в Индии и в США. Снимать начали в Лос-Анджелесе в декабре 2008 года и в одном из мест UCLA. Джохар продолжил съёмки в Мумбаи в апреле 2009 года, а затем — в Сан-Франциско и области залива в июне, где снимали сцену в Детском исследовательском музее Сан-Хосе.
Шахрух Хан и Каджол вновь появились на экране вместе после нескольких лет. Первоначально на роль брата главного героя был выбран Аамир Башир, но ему было отказано в визе, и его место занял Джимми Шергил. Помимо этого первоначально Шабана Азми претендовала на роль матери героя, но ушла из проекта из-за травмы во время съёмок, и была заменена на Зарину Вахаб. Танай Чхеда сыграл юного Ризвана. Его выбрали, поскольку он имел сходство с Шахрухом и был узнаваем международной аудиторией, после исполнения роли «подростка Джамала» в фильме «Миллионер из трущоб». Танай работал ранее с Ханом в «Дон. Главарь мафии», ремейке одноимённого фильма 1978 года. Американский актёр Кристофер Б. Дункан был выбран на роль Барака Обамы, благодаря его изображению президента в теле-шоу The Tonight Show with Jay Leno.
После съёмок в Лос-Анджелесе Джохар сказал: «за все 11 лет в качестве режиссёра я никогда не испытывал подобного. Содержание „Меня зовут Кхан“ диаметрально противоположно тому, что я делал ранее».

## Саундтрек
Все тексты написаны Нираджаном Айенгаром, вся музыка написана трио композиторов Шанкар-Эхсан-Лой.
| №  | Название         | Исполнители                                       | Длительность |
| -- | ---------------- | ------------------------------------------------- | ------------ |
| 1. | «Sajda»          | Рахат Фатех Али Хан, Шанкар Махадеван, Рича Шарма | 6:05         |
| 2. | «Noor-E-Khuda»   | Аднан Сами, Шанкар Махадеван, Шрея Гхошал         | 6:37         |
| 3. | «Tere Naina»     | Шафкат Аманат Али                                 | 4:38         |
| 4. | «Allah Hi Rahem» | Рашид Хан                                         | 4:01         |
| 5. | «Khan Theme»     | без вокала                                        | 2:43         |
| 6. | «Rang De»        | Шанкар Махадеван, Сурадж Джаган                   | 3:45         |

## Прокат
Премьера в Бахрейне и Кувейте состоялась 18 февраля 2010 года, в Казахстане и России — 2 сентября 2010 года, в Республике Корея — 24 марта 2011 года.

## Критика
| Рейтинги                | Рейтинги                                                                           |
| Издание                 | Оценка                                                                             |
| ----------------------- | ---------------------------------------------------------------------------------- |
| Bollywood Hungama       | 4,5 из 5 звёзд · 4,5 из 5 звёзд · 4,5 из 5 звёзд · 4,5 из 5 звёзд · 4,5 из 5 звёзд |
| BBC                     | 4 из 5 звёзд · 4 из 5 звёзд · 4 из 5 звёзд · 4 из 5 звёзд · 4 из 5 звёзд           |
| The Times of India      | 4 из 5 звёзд · 4 из 5 звёзд · 4 из 5 звёзд · 4 из 5 звёзд · 4 из 5 звёзд           |
| Раджив Масанд           | 3,5 из 5 звёзд · 3,5 из 5 звёзд · 3,5 из 5 звёзд · 3,5 из 5 звёзд · 3,5 из 5 звёзд |
| Rediff.com              | 3,5 из 5 звёзд · 3,5 из 5 звёзд · 3,5 из 5 звёзд · 3,5 из 5 звёзд · 3,5 из 5 звёзд |
| The Guardian            | 3 из 5 звёзд · 3 из 5 звёзд · 3 из 5 звёзд · 3 из 5 звёзд · 3 из 5 звёзд           |
| Hindustan Times         | 3 из 5 звёзд · 3 из 5 звёзд · 3 из 5 звёзд · 3 из 5 звёзд · 3 из 5 звёзд           |
| Daily News and Analysis | 3 из 5 звёзд · 3 из 5 звёзд · 3 из 5 звёзд · 3 из 5 звёзд · 3 из 5 звёзд           |
| Time Out                | 3 из 5 звёзд · 3 из 5 звёзд · 3 из 5 звёзд · 3 из 5 звёзд · 3 из 5 звёзд           |

Кинокритик Кевин Томас из Los Angeles Times назвал фильм «потрясающей эпопеей в мелодраматической манере Болливуда, тем не менее ставшая мощным, привлекательным и своевременным развлечением».
По мнению Кирка Ханикатта из Hollywood Reporter картина справляется с темой, которую в основном избегали американские фильмы — расового профилирования и тяжелого положения мусульман-американцев; а также позволяет Шахрух Хану показать свой талант ещё более широкой аудитории.
Джей Вейсберг из Variety оценил фильм в целом положительно, охарактеризовав его как «беспорядочно растянутый, но чрезвычайно приятный».
Анил Синанан из Time Out в своей рецензии написал «технически совершенный, он очаровывает благодаря заслуживающим доверия выступлениям прекрасных ведущих актёров, харизматичных Хана и Каджол», добавив однако, что фильм — «достойный, но не без изъяна».
Рейчел Салтз из The New York Times определила фильм как «полезную тренировку в болливудской высокой эмоциональности».

## Награды и номинации
| Награды и номинации | Награды и номинации               | Награды и номинации                            | Награды и номинации | Награды и номинации |
| Награда             | Категория                         | Номинант                                       | Результат           | Ссылка              |
| ------------------- | --------------------------------- | ---------------------------------------------- | ------------------- | ------------------- |
| Filmfare Awards     | Лучшая режиссура                  | Каран Джохар                                   | Победа              | [ 22 ]              |
| Filmfare Awards     | Лучшая мужская роль               | Шахрух Хан                                     | Победа              | [ 22 ]              |
| Filmfare Awards     | Лучшая женская роль               | Каджол                                         | Победа              | [ 22 ]              |
| Filmfare Awards     | Лучший фильм                      |                                                | Номинация           | [ 23 ]              |
| Filmfare Awards     | Лучший закадровый исполнитель     | Аднан Сами и Шанкар Махадеван («Noor-e-Khuda») | Номинация           | [ 23 ]              |
| Filmfare Awards     | Лучший закадровый исполнитель     | Рахат Фатех Али Хан («Sajda»)                  | Номинация           | [ 23 ]              |
| Filmfare Awards     | Лучший закадровая исполнительница | Шрея Гхошал («Noor-e-Khuda»)                   | Номинация           | [ 23 ]              |
| Filmfare Awards     | Лучшие слова к песне              | Нираджан Айенгар («Noor-e-Khuda»)              | Номинация           | [ 23 ]              |
| Filmfare Awards     | Лучшие слова к песне              | Нираджан Айенгар («Sajda»)                     | Номинация           | [ 23 ]              |
| Filmfare Awards     | Лучшая музыка к песне             | Шанкар-Эхсан-Лой                               | Номинация           | [ 23 ]              |
| IIFA Awards         | Лучшая режиссура                  | Каран Джохар                                   | Победа              | [ 24 ]              |
| IIFA Awards         | Лучшая мужская роль               | Шахрух Хан                                     | Победа              | [ 24 ]              |
| IIFA Awards         | Лучший сюжет                      | Шибани Бхатиджа                                | Победа              | [ 24 ]              |
| IIFA Awards         | Лучшие слова к песне              | Нираджан Айенгар («Sajdaa»)                    | Победа              | [ 24 ]              |
| IIFA Awards         | Лучшая фоновая музыка             | Шанкар-Эхсан-Лой                               | Победа              | [ 24 ]              |

Фильм также вошёл во внеконкурсную программу Берлинского кинофестиваля 2010 года и заработал приз зрительских симпатий в Казани.